# Киргизско-черногорские отношения
Киргизско-черногорские отношения — двусторонние дипломатические отношения между Кыргызстаном и Черногорией. У Кыргызстана нет посольства в Подгорице, а у Черногории нет посольства в Бишкеке. Кыргызстан и Черногория представляют свои взаимные интересы через посольство в Москве.

## История
Кыргызстан признал независимость Черногории в 2006 году, почти сразу после её выхода из состава Сербии.
В марте 2009 года Кыргызстан приступил к установлению дипломатических отношений с Черногорией. Отношения между государствами были установлены в Москве 24 июня 2009 года. С киргизской стороны документ подписал Чрезвычайный и Полномочный посол Кыргызской Республики в Российской Федерации Раимкул Аттакуров, с черногорской — Чрезвычайный и Полномочный посол Черногории в Российской Федерации Слободан Бацкович.
С 4 февраля 2020 года действующим послом Кыргызстана в Греции и Черногории по совместительству является Аликбек Джекшенкулов.
30 октября 2020 года в посольстве Кыргызстана в Москве прошла встреча Временного Поверенного в делах Кыргызстана в России А. Эркина с Чрезвычайным и Полномочным Послом Черногории Милорадом Шчепановичем. В ходе встречи стороны обсудили сотрудничество между Кыргызстаном и Черногорией в политической, торгово-экономической и культурно-гуманитарной сферах, актуальные темы многостороннего взаимодействия в рамках международных, региональных и интеграционных организаций, а также рассмотрели вопросы по противодействию распространения пандемии COVID-19. Политики обеих стран договорились развивать и укреплять дружественные отношения между Кыргызстаном и Черногорией в различных сферах.

## Экономические отношения
В 2020 году черногорский импорт товаров из Кыргызстана составил 506 тыс. $, а черногорский экспорт в Кыргызстан составил 470 тыс. $.

## Визовая политика
С апреля 2019 года для граждан Черногории в Кыргызстане введён безвизовый режим. Туристы могут въехать в страну сроком на 60 дней. Для граждан Кыргызстана, которые намерены посетить Черногорию, нужно заранее получить визу.